# Stanislava Brezovar
Stanislava "Stanka" Brezovar (Zagorje ob Savi, 7. studenog 1937. – Konjšica kod Litije, 18. prosinca 2003.), slovenska balerina, supruga austrijskog skladatelja Carlosa Kleibera.
Još kao osamnaestogodišnjakinja nastupila je u slovenskom filmu Ples čarobnica temeljenom na simfonijskoj pjesmi slovenskog skladatelja Blaža Amiča. 
Završetkom srednje škole odlazi u Njemačku. Studij germanistike napušta te odlazi u baletnu školu u Düsseldorfu, gdje i upoznaje svoga supruga, s kojim odlazi u Švicarsku. Ostvarila je glavne uloge u brojnim Kleiberovim režijama (primjerice, u Verdijevoj Traviati) i autorskim baletima te je bila članicom baletnog ansambla u Zürichu. S Kleiberom je imala dvoje djece, sina Marka i kćer Lillian.
Posljednje godine života s Kleiberom je provela u Konjšici, povučena iz javnosti, gdje su i pokopani. Nakon smrti u selu su im posvećene spomen-sobe. 